# Andorinha-ruiva
A andorinha-ruiva (Petrochelidon ariel) é um membro da família das andorinhas de passeriformes que se reproduz na Austrália. É um inverno migratório na maior parte da Austrália, com algumas aves chegando à Nova Guiné e à Indonésia. É cada vez mais um andarilho da Nova Zelândia, onde pode ter se reproduzido. Esta espécie é freqüentemente colocada no gênero Hirundo como Hirundo ariel. É monotípico.
É uma ave de campo aberto perto de água, sendo normalmente avistada perto dos seus locais de nidificação em falésias, bueiros ou pontes.

## Descrição
O Fairy Martin é atarracado e de cauda quadrada. Tem em média 12 cm (4.7 in) comprimento e pesa 11 g (0.39 oz). O adulto tem dorso azul iridescente, asas e cauda marrons, coroa e nuca ruivas e garupa esbranquiçada. As partes inferiores são brancas opacas. Os sexos são semelhantes, mas os pássaros jovens são mais opacos e marrons, com a testa mais clara e franjas claras nas costas e nas penas das asas.
Esta espécie pode ser distinguida de outras andorinhas australianas por sua garupa pálida. A espécie mais semelhante, o martin-arborícola, tem cauda rasa bifurcada e cabeça e nuca preto-azuladas.
A chamada desta andorinha vocal é um chrrrr e a música é um twitter agudo. As vocalizações são mais agudas do que as da martin árvore.

## Comportamento
Os martins-fada se reproduzem de agosto a janeiro em colônias geralmente de algumas dezenas de ninhos, mas o maior local conhecido tinha 700 ninhos. Os ninhos são construídos em buracos naturais em árvores mortas, margens de rios, falésias ou fendas rochosas, mas cada vez mais em locais artificiais em pontes, bueiros e tubulações e em edifícios.
O ninho é uma estrutura em forma de retorta ou garrafa, feita de até 1.000 pastilhas de lama e forrada com gramíneas secas e penas. A tigela tem cerca 15 cm (5.9 in) de diâmetro e o túnel de entrada tem 5–30 cm (2.0–11.8 in) longo. Os ninhos em uma colônia são agrupados. Ambos os sexos constroem o ninho e compartilham a incubação e o cuidado dos filhotes.
A ninhada é geralmente de quatro, às vezes cinco, ovos brancos salpicados de marrom avermelhado, e esta espécie costuma ter postura dupla ou tripla.
O Fairy Martin se alimenta de insetos voadores no ar, geralmente em grandes bandos. Os martins-fada têm um voo lento e esvoaçante e se alimentam mais alto do que as andorinhas bem-vindas. Eles também se alimentam de enxames de insetos sobre a água e foram registrados alimentando-se de mariposas feridas em um gramado recém-cortado. Esta espécie é altamente gregária e forma grandes bandos, muitas vezes com martins-arborícolas.

## Ecologia

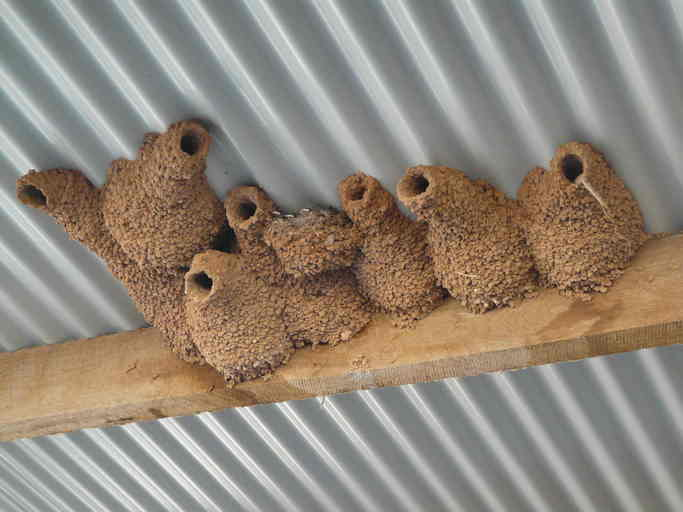
ninhos

Quando o ninho de lama é desocupado após a reprodução, pode ser ocupado por várias espécies de micromorcegos. Esses oportunistas incluem os morcegos acácias do gênero Chalinolobus ( Chalinolobus morio, C. dwyeri e C. gouldii) e o pequeno morcego orelhudo Nyctophilus geoffroyi.